# Hedobia
Hedobia is een geslacht van kevers uit de familie van de klopkevers (Anobiidae).

## Soorten
- Hedobia angulata Fall, 1905
- Hedobia granosa LeConte, 1874
- Hedobia pubescens (Olivier, 1790)
- Hedobia semivittata Van Dyke, 1923
- Hedobia unicolor Pic, 1897